# SV Arendsee 1920
SV Arendsee 1920 is een Duitse voetbalclub uit Arendsee, Saksen-Anhalt.

## Geschiedenis
De club werd in 1920 opgericht als SC Arendsee. De club sloot zich aan bij de Midden-Duitse voetbalbond en speelde vanaf 1923 in de competitie van Jeetze. In 1930 promoveerde de club naar de hoogste klasse en werd daar samen met TSV Immekath laatste, beide clubs wonnen slechts één wedstrijd en degradeerden.
Bij het uitbreken van de Tweede Wereldoorlog in 1939 werden de activiteiten gestaakt, behalve voor de jeugdelftallen. Na de oorlog werd de club heropgericht als SG Arendsee en in 1949 werd de naam BSG Traktor Arendsee. De club was voornamelijk actief in de Bezirksklasse (vierde klasse).
Na de Duitse hereniging werd de huidige naam aangenomen. In 2001 werd het nieuwe stadion ingehuldigd tegen Bundesligaclub VfL Wolfsburg voor 1500 toeschouwers.